# Tetsuo Saitō
Tetsuo Saitō (斉藤 鉄夫, Saitō Tetsuo), né le 5 février 1952 à Hasumi (actuellement Ōnan) au Japon, est un ingénieur et un homme politique japonais. 

## Biographie
Il est titulaire d'un diplôme d'ingénieur de l'université de technologie de Tokyo.
Membre du Kōmeitō, il est député depuis les élections législatives de 1993.
Il est ministre de l'Environnement du Japon entre le 2 août 2008 et le 16 septembre 2009, dans les gouvernements Fukuda et Asō. 
De 2021 à 2024, il est ministre du Territoire, des Infrastructures, des Transports et du Tourisme et ministre chargé de la Politique du cycle hydrologique dans les gouvernements Kishida I et II.